# Bording Station
Bording Station er en dansk jernbanestation i stationsbyen Bording mellem Herning og Silkeborg i Midtjylland. Stationen ligger på den Jyske Midtbane fra Skanderborg til Skjern mellem stationerne Engesvang og Ikast. Den åbnede i 1877, da jernbanestrækningen mellem Silkeborg og Herning åbnede. Den betjenes af tog fra trafikselskabet GoCollective, der kører hyppige forbindelser med regionaltog mellem Aarhus og Skjern.

## Historie
Der er for få eller ingen kildehenvisninger i dette afsnit, hvilket er et problem. Du kan hjælpe ved at angive troværdige kilder til de påstande, som fremføres.

Bording Station åbnede den 28. august 1877, da jernbanestrækningen fra Silkeborg til Herning åbnede som privatbanen Silkeborg-Herning Jernbane (SHJ). Banen blev overdraget til Jysk-Fyenske Jernbaner, det senere DSB, den 1. november 1879, da staten ville drive banen sammen med strækningerne til Skjern og Skanderborg som Skanderborg-Skjern-banen. I 2003 overtog trafikselskabet Arriva den regionale togdrift fra stationen fra DSB.

## Arkitektur
Stationsbygningen fra 1888 er tegnet af arkitekten N.P.C. Holsøe.